# Ululodes walkeri
Ululodes walkeri är en insektsart som beskrevs av Van der Weele 1909. Ululodes walkeri ingår i släktet Ululodes och familjen fjärilsländor. Inga underarter finns listade i Catalogue of Life.